# Aspark

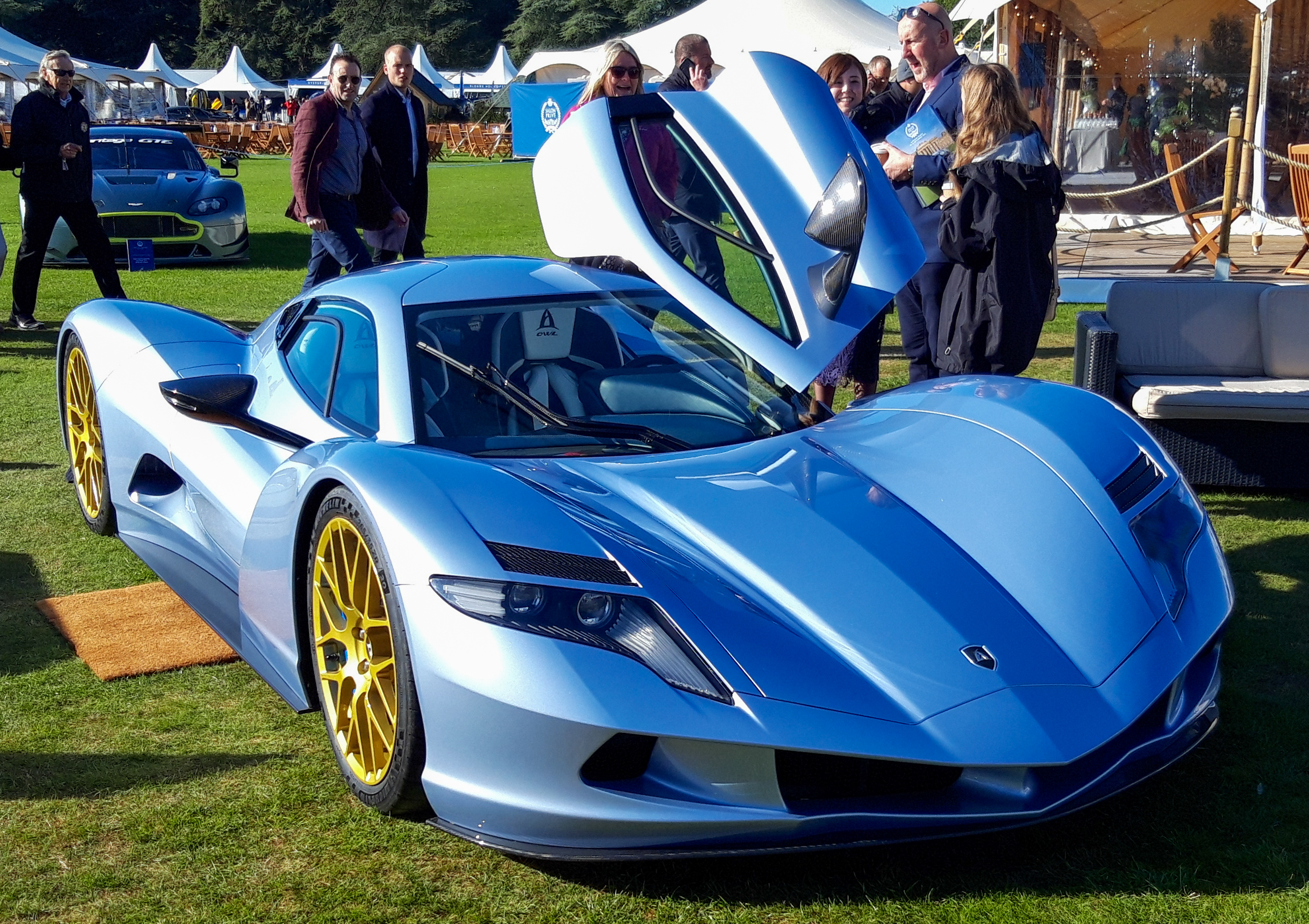
Aspark Owl na Salon Privé Concours d'Elegance 2020

Aspark Co., Ltd. – japońskie przedsiębiorstwo branży usług inżynieryjnych i producent elektrycznych hipersamochodów z siedzibą w Osace działający od 2005 roku.

## Historia
Przedsiębiorstwo Aspark zostało założone w październiku 2005 roku przez japońskiego biznesmena Masanoriego Yoshidę w Osace. Spółka skoncentrowała się w kolejnych latach na oferowaniu usług z zakresu inżynierii dla przemysłu motoryzacyjnego, a także przemysłu ciężkiego i branży elektronicznej. Do maja 2019 roku Aspark urosło do 25 biur na całym świecie, zatrudniając 3500 osób i notując obrót w wysokości 160 milionów dolarów amerykańskich.
W połowie drugiej dekady XXI wieku Aspark rozpoczęło prace nad hipersamochodem o napędzie elektrycznym, mającym na celu oferować rekordowe osiągi (poniżej 2 sekund do 100 km/h) przy możliwości poruszania się pojazdu w ruchu ulicznym. Po prezentacji przedprodukcyjnego prototypu podczas Frankfurt Motor Show w 2017 roku, oficjalna premiera seryjnego Aspark Owl odbyła się w listopadzie 2019 roku podczas Dubai Motor Show. 
Produkcja Aspark Owl rozpoczęła się na zlecenie japońskiej spółki przez włoskiego partnera Manifattura Automobili Torino w Turynie w 2020 roku. Producent określa Owla jako najszybciej przyśpieszający samochód świata.

## Modele samochodów

### Obecnie produkowane
- Owl